# Долговский сельсовет (Минская область)
Долговский сельсовет — административная единица на территории Солигорского района Минской области Республики Беларусь.

## История
28 августа 1924 года сельсовет был образован в составе Старобинского района Слуцкого округа (в 1927—1930 годах — в составе Бобруйского округа). 16 июля 1954 года в сельсовет были переданы населённые пункты упразднённого Мазурщинского сельсовета. 25 декабря 1962 года Старобинский район был упразднён, а сельсовет присоединён к Любанскому району. 6 января 1965 года сельсовет вошёл в состав к Солигорского района.
30 октября 2009 года в Долговичский сельсовет были переданы все населённые пункты упразднённого Ясковичского сельсовета — Великий Лес, Морочь, Ясковичи.

## Состав
Долговский сельсовет включает 17 населённых пунктов:
- Великий Лес — деревня.
- Горка — деревня.
- Долгое — агрогородок.
- Желтый Брод — деревня.
- Заглинное — деревня.
- Зеленый Бор — деревня.
- Камень — деревня.
- Комсомолец — деревня.
- Мазурщина — деревня.
- Махновичи — деревня.
- Мелковичи — деревня.
- Морочь — деревня.
- Новосель — деревня.
- Прогресс — деревня.
- Ровецкий Лес — деревня.
- Советская Морочь — деревня.
- Ясковичи — деревня.

## Археология
Около деревни Ясковичи найдены остатки позднезарубинецкого жилищного комплекса. Постройка III века с двумя очагами и местом складирования и первичной обработки болотной железной руды. Были обнаружены детали костюма и украшений конца II—IV веков нашей эры с выемчатыми эмалями, серебряная монета римского императора Коммода (161—192 года). Селище в Ясковичах могло погибнуть между 400 и 460 годами. Форма, орнаментация, способы обработки глиняной посуды и характерные пряслица позволяют отнести памятник к киевской культурно-исторической общности. Также в Ясковичах найдены фрагменты глиняных горшков наиболее раннего этапа пражской культуры. Окончание поясного ремня, топоровидная подвеска, пинцет, рамка от пряжки и фрагмент арбалетовидной фибулы свидетельствует о контактах с вельбарской и черняховской культурами.